# Loxstedt
Loxstedt község Németországban, Alsó-Szászországban, a Cuxhaveni járásban. Lakosainak száma 16 633 fő (2023. december 31.).

## Földrajza

A térképe

A település Bremerhaventől délre található.
A település részei:
- Bexhövede
- Büttel
- Dedesdorf-Eidewarden
- Donnern
- Düring
- Fleeste
- Hahnenknoop
- Hetthorn
- Holte
- Lanhausen
- Loxstedt
- Maihausen
- Nesse
- Neuenlande
- Overwarfe
- Schwegen
- Stinstedt
- Stotel
- Ueterlande
- Wiemsdorf

## Látnivalók

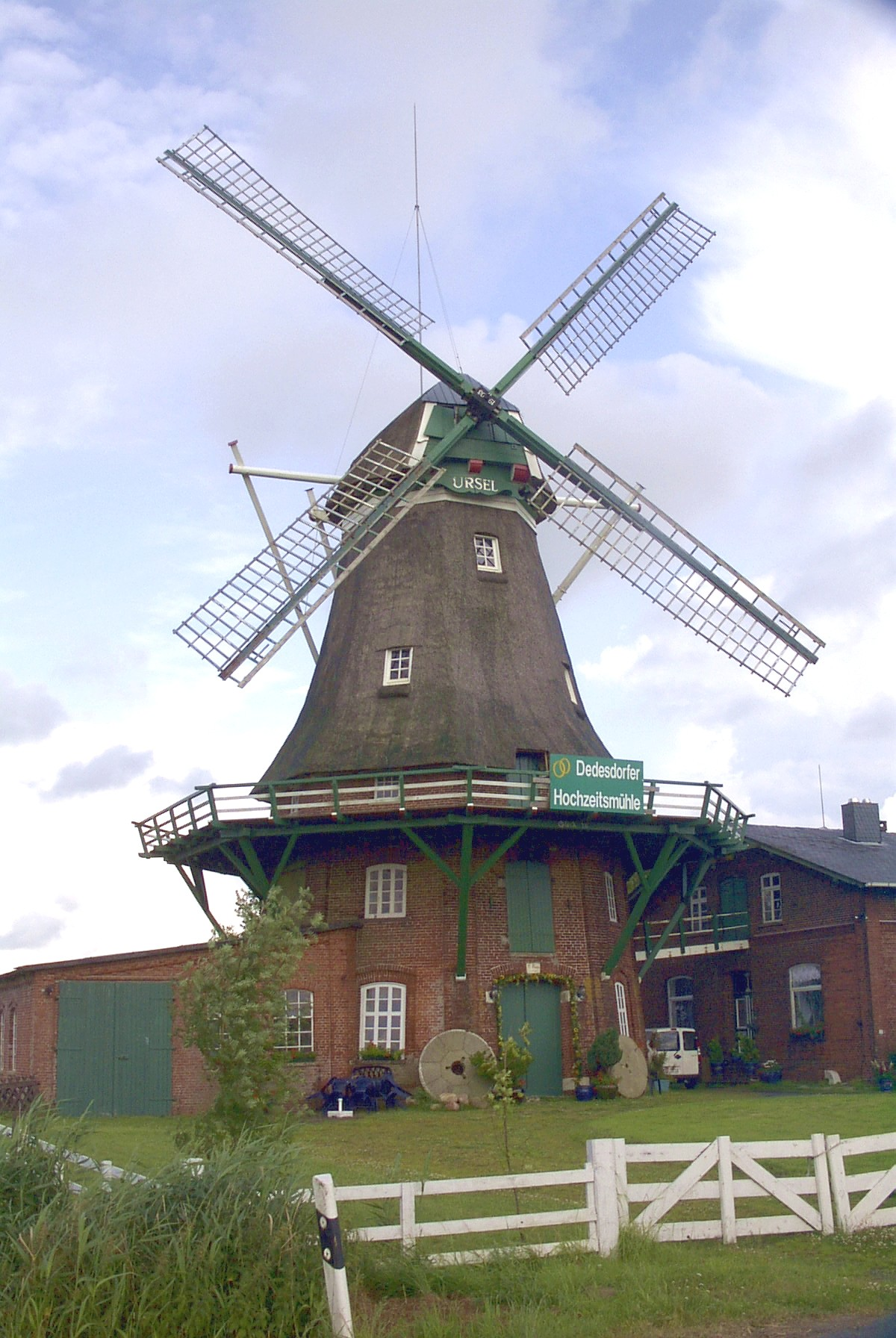
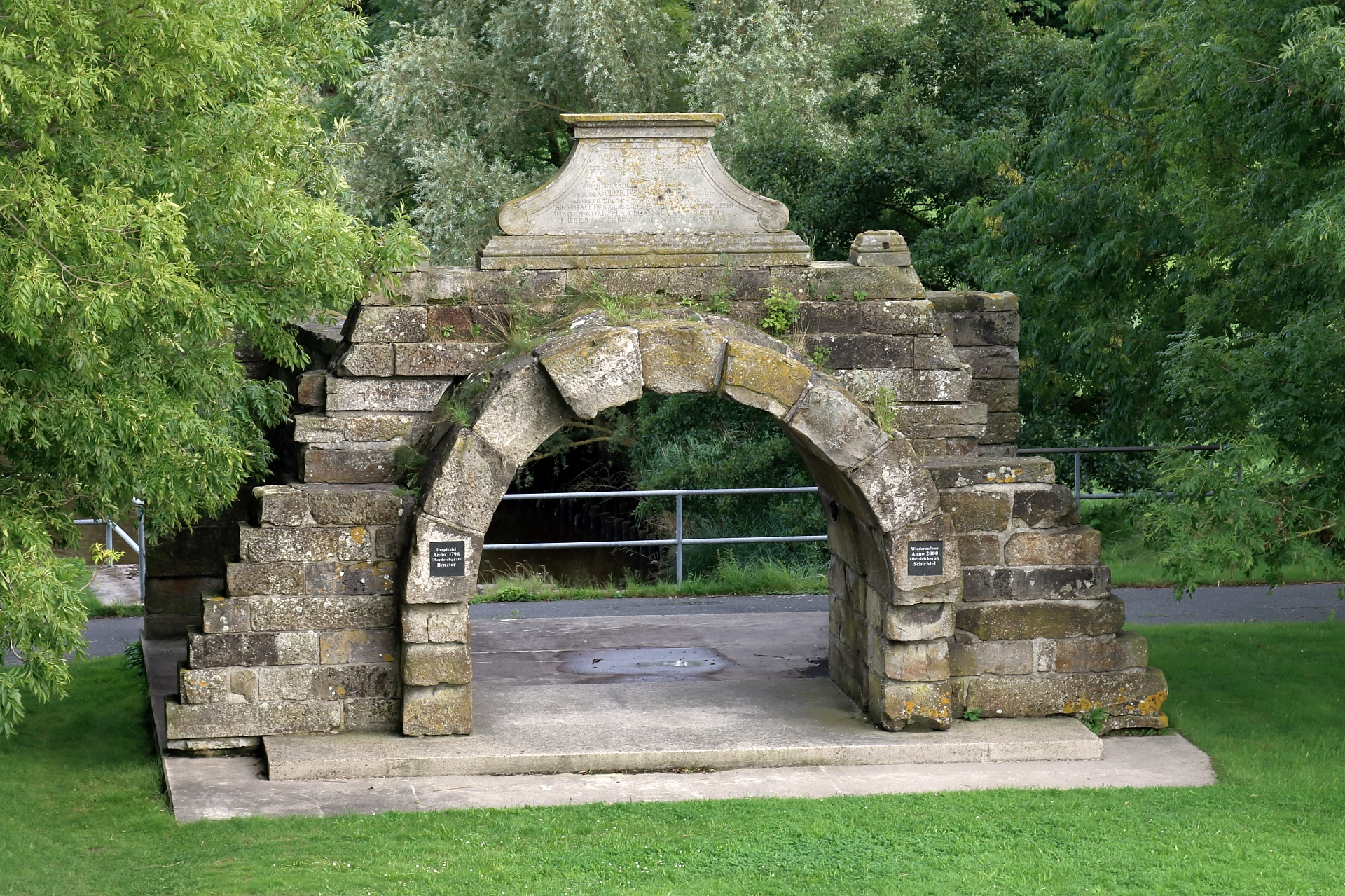
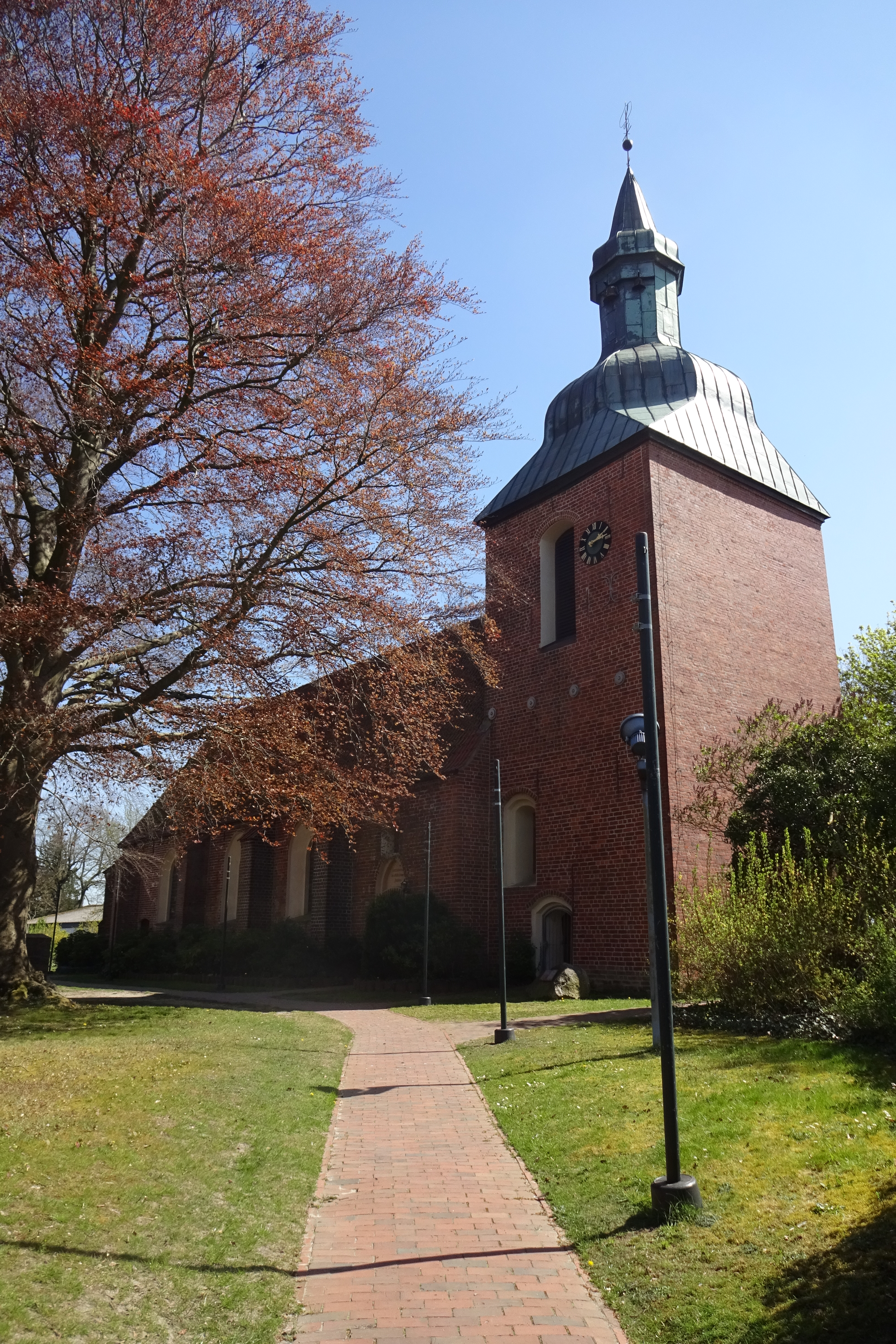
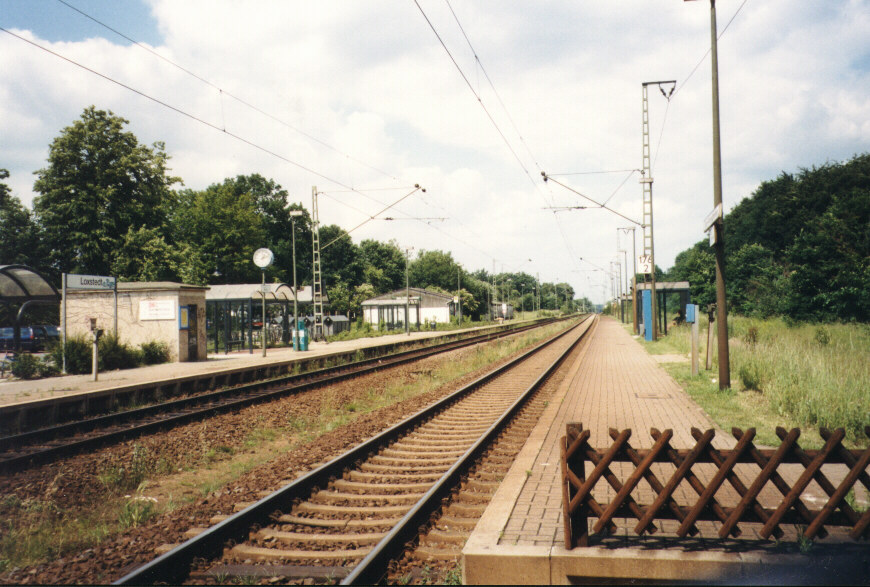